# Yeşilbelen, Karakoçan
Yeşilbelen là một xã thuộc huyện Karakoçan, tỉnh Elâzığ, Thổ Nhĩ Kỳ. Dân số thời điểm năm 2011 là 156 người.